# Grifón
Grifón hace referencia a una serie de razas originariamente de perro de caza. Su principal característica es el manto de pelo áspero y duro. Existen tres líneas del tipo Grifón reconocidas por la FCI: la del "Grifón vandeano" (ver Grifón vandeano basset pequeño), la de los perros de muestra de pelo duro y la de los Smousje, perros de compañía belgas o Dutch Smoushond

## Etimología e historia
Los grifones fueron llamados así por el nombre de Jenofonte (Xenophon), los perros de caza que utilizaban los galos, los Canis Segusius, eran grifones.
Entre las razas más antiguas se encuentra el "pointer italiano de pelo duro" o spinone italiano (FCI #165) y las razas criadas por Eduard Karel Korthals originadas en los Países Bajos y norte de Francia, que cuentan con un hocico corto y barbudo.
El smousje, un pequeño perro mencionado desde la Edad Media en los Países Bajos, conocido por su temperamento firme y pelaje áspero fue el reproductor inicial para el grifón de Bruselas.

## Variedades

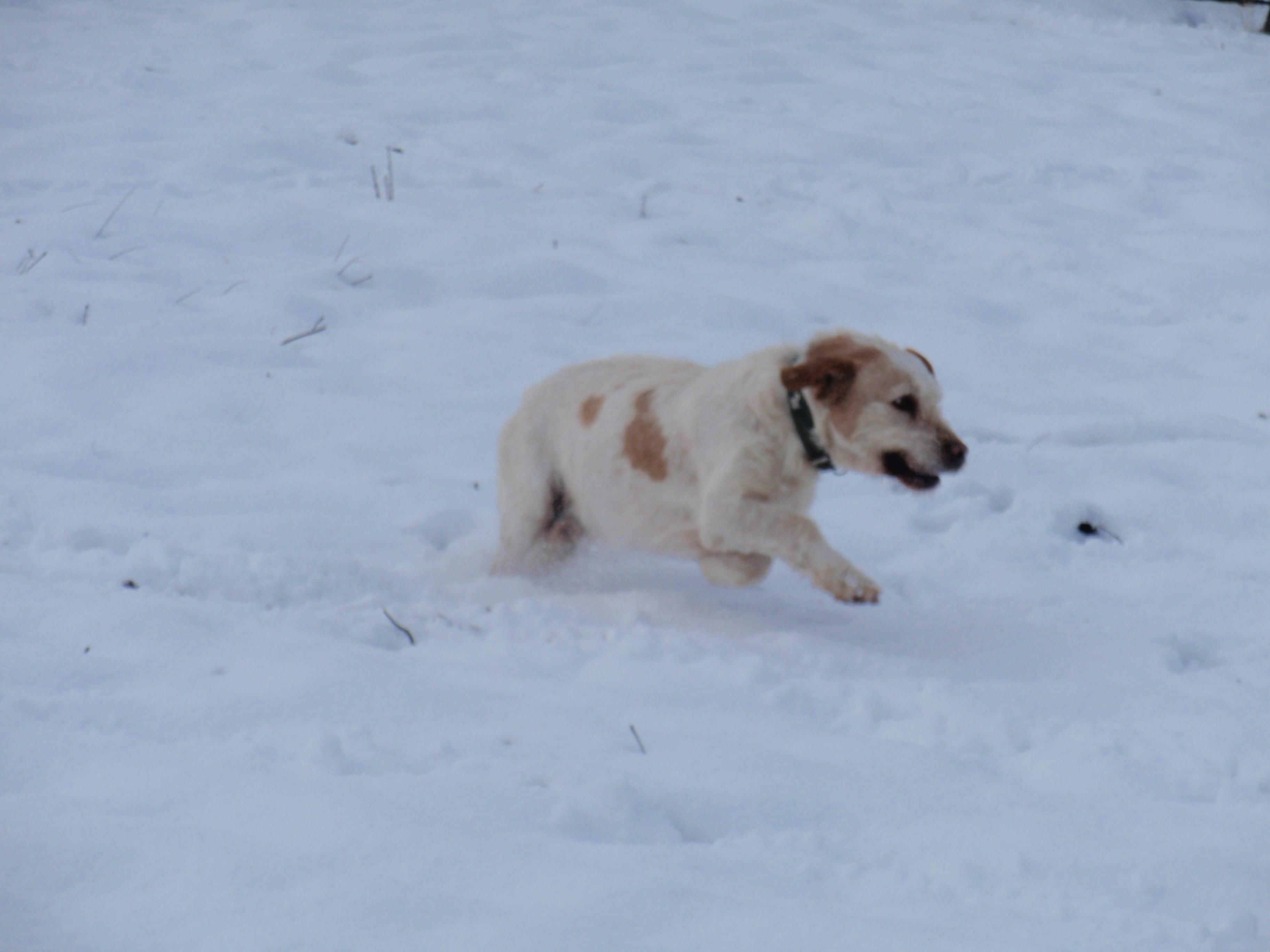
Grifón de pelo duro

### Sabuesos (FCI Grupo 6, Sección 1)
- Tamaño grande - pelo largo
  - Grifón vandeano grande
- Tamaño medio - pelo grueso
  - Briquet Griffon Vendéen
  - Grifón azul de Gascuña
  - Grifón leonado de Bretaña
  - Grifón nivernais
- Tamaño pequeño
  - Grand Basset Griffon Vendéen
  - Grifón vandeano basset pequeño
  - Basset leonado de Bretaña

### Pointers (FCI Grupo 7, Sección 1) (Perros de muestra)
- Spinone (FCI #165)
  - Grifón italiano blanco y naranja
  - Grifón italiano castaño ruano
- Grifón Korthals (FCI #107)
- Český Fousek o Bohemian Wirehaired Pointing Griffon (FCI #245)
- Slovakian Rough-haired Pointer o Slovenský Hrubosrsty Stavac (Ohar), (FCI #320)
- Braco alemán de pelo duro  (FCI #98)
- Vizsla o braco húngaro, Drótszőrű Magyar Vizsla (FCI #239)
- Grifón de pelo duro

### Compañía
Perros pequeños belgas de compañía, "Smousje" (FCI Grupo 9, Sección 3). Considerados tres variedades de la misma raza:
- Grifón de Bruselas (FCI #80)
- Grifón belga (FCI #81)
- Pequeño brabantino (FCI #82)